# Upłazkowe Wrótka
Upłazkowe Wrótka (ok. 1505 m) – dwie przełączki w północno-zachodniej grani Upłazkowej Turni w Dolinie Kościeliskiej w Tatrach Zachodnich. Grań ta oddziela Pisaniarski Żleb (Żleb nad Pisaną) od Wąwozu Kraków. Przełączki znajdują się pomiędzy Upłazkowym Kopiniakiem (ok. 1570 m) a Przełączką za Upłazkową Basztą (ok. 1500 m). Oddzielone są niewielką turniczką, którą można łatwo obejść od strony Żlebu nad Pisaną. Wschodnia przełączka znajduje się bezpośrednio pod ścianą Upłazkowego Kopiniaka, zachodnia oddzielona jest od Przełączki za Upłazkową Basztą jeszcze zębem skalnym.
Na południową stronę (do Żlebu nad Pisaną) opadają spod obydwu przełączek trawiaste i łatwe do przejścia niewielkie zachody. Natomiast w południowo-zachodnim kierunku, pomiędzy ścianami Upłazkowego Kopiniaka i Upłazkowej Baszty opada w rejon Przełęczy za Saturnem stroma depresja. Różnica wzniesień wynosi ok. 100 m, a kąt nachylenia miejscami wynosi 80°. Prowadzi nią droga wspinaczkowa. Po raz pierwszy przeszedł ją Władysław Cywiński (w dół) 26 sierpnia 1995, oceniając przejście na II stopień trudności (skala tatrzańska).